# Jeřice (zámek)
Jeřice jsou zámek ve stejnojmenné vesnici v okrese Jičín.

## Historie
První písemná zmínka o Jeřicích je z roku 1369, kdy se připomíná Mrzák a Zdeněk z Jeřic. Původním Vrchnostenským sídlem bývala tvrz, která stávala ve středu vesnice a její zdivo bylo použito ke stavbě usedlosti čp. 13. Roku 1665 získali jeřické panství Jan a Marie Magdalena Hilprandtovi, kteří na kraji vesnice založili čtyřkřídlý barokní zámek.
Roku 1748 zakoupil zámek Jan Daniel z Gastheimu, jehož manželkou byla Marie Terezie z Paaru. Po smrti obou manželů zdědil panství jejich synovec Jan Václav Paar. Ten nechal v letech 1760–1780 provést pozdně barokní úpravy. V roce 1852 získal zámek baron Gagern. Roku 1886 zámek vyhořel. Opravu provedl nový majitel, kterým se stal průmyslník Josef Hanay.

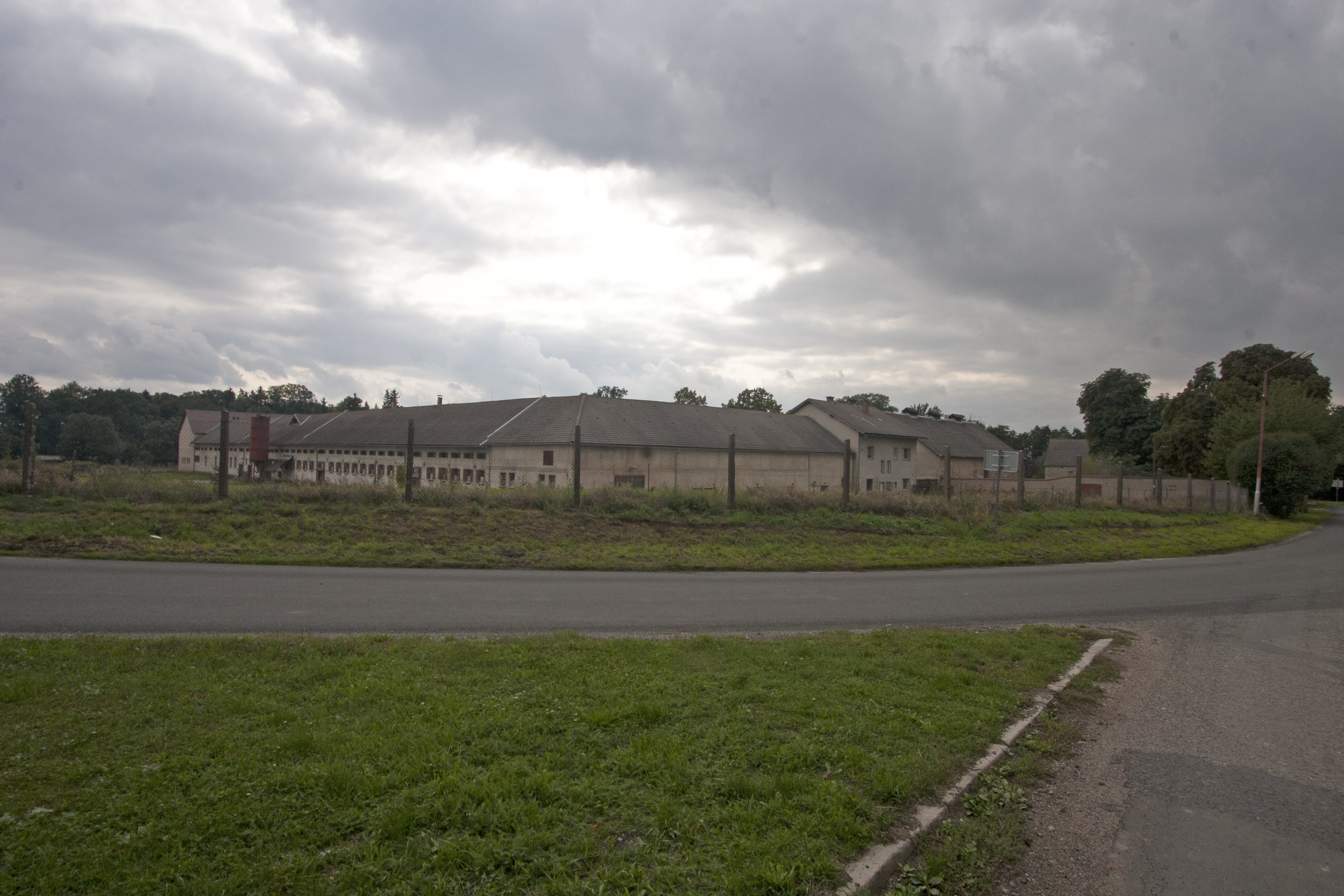
Hospodářský dvůr

Roku 1924 zakoupil velkostatek i se zámkem velkostatkář Josef Voženílek z Předměřic nad Labem. Zámek byl znárodněn po druhé světové válce a sídlilo v něm zemědělské učiliště. Od roku 1967 sem byl přemístěn jičínský okresní archiv.
Po sametové revoluci byl zámek navrácen v restituci Jaroslavu Horákovi, vnukovi Josefa Voženílka.

## Popis
Je to barokní jednopatrová čtvercová stavba s uzavřeným nádvořím a s šestibokou třípatrovou věží. Nádvoří obklopují arkády. Jádro barokního zámku pochází z původní tvrze, její pozůstatky lze nalézt ve sklepení. Interiér je novorenesanční.
Součástí areálu zámku je přírodní park navazující na hospodářské budovy.